# Myriophylletum spicati
Zespół wywłócznika kłosowego (Myriophylletum spicati) – syntakson elodeidów w randze zespołu budowany głównie przez wywłócznika kłosowego. Należy do klasy zespołów hydrofitów Potametea. W niektórych dawnych ujęciach włączane do zespołu Myriophyllo-Numpharetum Koch 1926.

## Charakterystyka
Stosunkowo ubogie florystycznie zbiorowisko łąk podwodnych. Zajmuje wody słodkie o niewielkiej głębokości (zwykle do 1,5 m, a przy przezroczystych wodach metr głębiej). Spotykane w wodach stojących i płynących, nawet o dość wartkim nurcie, często w sztucznych zbiornikach wodnych, rzadziej w naturalnych jeziorach. Wymaga wód dość przejrzystych, ale stosunkowo bogatych w składniki odżywcze, o odczynie obojętnym lub zasadowym. Preferuje mineralne, ewentualnie lekko zamulone, podłoże. Rzadko występuje na podłożu organicznym. Zbiorowisko pionierskie, często występujące w pasie typowym dla nymfeidów, dlatego w sukcesji ekologicznej, w miarę odkładania się osadów organicznych wypierane jest właśnie przez ich zbiorowiska albo zbiorowiska innych elodeidów lepiej znoszących eutrofizację i związane z nią zmętnienie wody, zwłaszcza Ceratophylletum demersi. Wywłócznik kłosowy jest pospolity i ma dość dużą tolerancję ekologiczną, ale jego dobrze wykształcone zbiorowiska nie są tak często spotykane i mogą być traktowane jako wskaźnik wód stosunkowo czystych.
Występowanie
W Polsce na terenie całego kraju, częstsze na północy (od Lubelszczyzny i Wielkopolski włącznie).
Charakterystyczna kombinacja gatunków
ChAss. : wywłócznik kłosowy Myriophyllum spicatum
ChAll. : jezierza giętka Najas flexilis, rdestnica grzebieniasta Potamogeton pectinatus, rdestnica przeszyta Potamogeton perfoliatus, rdestnica drobna Potamogeton pusillus, rdestnica włosowata Potamogeton trichoides
ChCl., ChO. : jaskier (włosienicznik) krążkolistny Ranunculus circinatus, rogatek sztywny Ceratophyllum demersum, rogatek krótkoszyjkowy C. submersum, moczarka kanadyjska Elodea canadensis, wywłócznik kłosowy Myriophyllum spicatum, wywłócznik okółkowy M. verticillatum, rdestnica ściśniona Potamogeton compressus, rdestnica kędzierzawa Potamogeton crispus, rdestnica połyskująca P. lucens, pływacz zwyczajny Utricularia vulgaris.
Typowe gatunki
Charakterystyczna kombinacja gatunków zbiorowiska ma znaczenie dla diagnostyki syntaksonomicznej, jednak nie wszystkie składające się na nią gatunki występują często. Dominantem jest wywłócznik kłosowy. Inne częściej występujące gatunki to: rogatek sztywny, jaskier (włosienicznik) krążkolistny, grążel żółty, moczarka kanadyjska i rdestnica przeszyta. Gatunki towarzyszące są zróżnicowane, częstsza wśród nich jest ramienica omszona. Na rzadkich stanowiskach na podłożu organicznym większy jest udział nymfeidów.

## Zastosowanie
Zespół ten jest jednym z identyfikatorów fitosocjologicznych chronionych w sieci Natura 2000 siedlisk przyrodniczych o nazwach „zalewy i jeziora przymorskie” oraz "starorzecza i naturalne eutroficzne zbiorniki wodne ze zbiorowiskami z Nympheion, Potamion".